# 動脈列島
『動脈列島』（どうみゃくれっとう）は、1974年（昭和49年）の清水一行の小説、またそれを原作として東京映画が製作、東宝が配給し、1975年（昭和50年）9月6日に封切り公開された日本の社会派サスペンス映画。カラー、121分。以下映画について述べる。

## あらすじ
名古屋市熱田区。東海道新幹線が住宅密集地にもかかわらず時速200キロ近い高速で走り抜けていく。そのすさまじい騒音ゆえに付近に住む老婆は、新幹線の音をB-29の音と間違えておびえだすほどに精神に異常をきたし、主人公の青年医師秋山宏（近藤正臣）と、その恋人である薬剤師・君原知子（関根恵子）の懸命の介抱も空しく息絶えてしまった。老婆を死に至らしめた国鉄に怒りを覚えた秋山は復讐を誓った。秋山は君原に、わけも話さずに病院からニトログリセリンを少し盗み出すように依頼した後、君原にヨーロッパに長期旅行すると言って行方をくらませた。
次の日、新幹線ひかりの車内のトイレがつまり、原因を探るとニトログリセリンと脅迫状が入れられた袋が出てきた。脅迫状の趣旨は国鉄に対する騒音対策の実施要求と、要求を受け入れなければ10日後に新幹線を破壊するというものだった。翌日には脅迫状の予告どおり豊橋駅でこだま号が脱線させられた。一歩間違えば脱線したこだま号に後ろから来たひかり号が追突するほどの危険な状況であり、秋山はあえてそのタイミングをねらったのだった。
警察庁は犯罪科学捜査研究所所長の滝川保（田宮二郎）を捜査本部長に任命し、数人の新幹線の沿線の愛知県警や警視庁の幹部刑事とともに極秘捜査を開始する。滝川は脅迫状の内容が名古屋新幹線騒音公害訴訟団の要求と同じであったことから、訴訟団が主張の根拠としていた論文を書いた秋山に注目する。しかし当の秋山はヨーロッパ長期旅行中であった。だが秋山の指紋と脅迫状にあった指紋が一致したことから捜査陣は（出国の偽装工作をしたとみて）秋山を犯人とほぼ断定し、極秘ながらも捜索を開始する。
そのころ東京に潜入していた秋山は秋葉原の電気街にいた。電波発信機を製作した彼は国鉄に「もう一度新幹線をストップさせてみせる」とマスコミも含め予告した。国鉄・警察にはこの事を知った大手マスコミが駆けつけ、極秘にしていたことを非難し、公開捜査を要求した。そこで滝川は次のストップ予告を阻止できなければ公開すると約束した。捜査陣は東京からレンタカーを使うと予想したが、秋山は新宿駅から小田急ロマンスカーで小田原駅へ移動し検問をかいくぐり、新幹線と並行する東名高速道路をレンタカーで列車と並走し、スピード0（停車）の信号電波を発信、またも新幹線を止めてしまう。この手口を予想できなかった滝川ら捜査陣をマスコミは責め、滝川らは公開捜査についに踏み切り、同時に（証拠が固まった）秋山を全国指名手配にした。
一方、潜伏中の秋山は医学界に失望した元看護婦・芙美子（梶芽衣子）のアパートにかくまわれたが、大胆にも国鉄総裁宅に深夜出向き、総裁に直接要求をした上、その会話を録音したテープをテレビ局にリークした。
秋山は犯行当日に備え、坂野坂トンネル付近にブルドーザーを移動させた。一方捜査陣も、犯行は秋山の実家から近い静岡・愛知県内で行われる可能性が高いとして県内の新幹線線路に等間隔に警官を配置し厳重に警戒させた。
犯行当日、当初はこの日の勤務を拒否していた国労・動労を説得した上で新幹線は平常どおりの運転となった。秋山は血液輸送車を盗んで検問を突破、坂野坂トンネルに向かい準備した。一方滝川らもヘリコプターからブルドーザーを発見し、取り囲んだ。これで犯行は不可能に思われていたが突然無人のブルドーザーが動き出した。リモコン操作されていたのだ。しかし、パトカーの上から一人の若い刑事がブルドーザーに飛び乗りキーをはずしてストップさせ、秋山は手も足も出せなくなった。付近のみかん畑から降伏した秋山が姿を現し、すでに身柄を確保されていた恋人の君原と抱き合い、その後ろを何事もなかったように新幹線は走り続けていくのだった。

## 解説
本作が製作された1970年代は、国民の公害に対する意識が高まっており、1974年には映画の舞台の一つともなった名古屋市の新幹線沿線住民が、名古屋地方裁判所に騒音公害に対する訴え（名古屋新幹線訴訟）を起こしていた。また毎年の恒例行事同然になっていた国鉄の順法闘争やストライキ（スト権ストなど）で、国民の国鉄に対する反感もまた大きくなっていた。そうした時代背景を踏まえつつ『動脈列島』は製作された。
当初、配給元の東宝では、「こういう映画をつくって真似をする者が出ては困る」という意見が出て、社内が真っ二つに割れた。馬淵威雄会長は映画化に賛成。清水雅社長は反対。3人の副社長は、賛成1人、反対1人、保留1人で、企画はいったん延期となった。その後、「転覆」や「千人以上が死ぬ」といった刺激的な表現を台本から削除し、制作に踏みきった。しかし、国鉄や警察は模倣犯を恐れ、撮影に協力しなかった。旧大映から東京映画撮影所に初めて乗り込んだ増村保造監督は、東宝系の撮影・美術・照明スタッフをよくまとめあげ重厚な大作に仕上げた。出演者は旧大映、東宝、東映の出身者が混在する。
原作は清水一行の同名小説で、第28回日本推理作家協会賞を受賞している。レンタカーを用い電波で列車を停止させるシーンは、劇中では静岡県内の東名高速という設定だが、実際の撮影地点は岐阜県内の名神高速である。またレンタカー使用車両は原作では日産・ブルーバードだったが、劇中ではトヨタ・セリカに変更された。

## スタッフ
| - 製作：藤井浩明、山田順彦 - 監督：増村保造 - 原作：清水一行 - 脚本：白坂依志夫、増村保造 - 音楽：林光 - 撮影：原一民 | - 美術：阿久根巌 - 編集：中静達治 - 監督助手：奥村正彦 - 製作担当者：丹野弘章 - カーテクニカルアドバイザー：大坪善男 |

## キャスト
| - 滝川保：田宮二郎 - 秋山宏：近藤正臣 - 君原知子：関根恵子 - (落合)芙美子：梶芽衣子 - 山崎警察庁捜査一課長：小池朝雄 - 明石警視庁特別捜査班班長：井川比佐志 - 相良警視庁公安一課長：近藤洋介 - 中野愛知県警公安一課長：勝部演之 - 村田愛知県警捜査一課長：渥美国泰 - 水野愛知県警刑事：灰地順 - 山口愛知県警刑事：藤村泰介 - 桑田医師：佐原健二 - 猿渡名古屋大医学部教授：中条静夫 | - 篠島医学部助手：中島久之 - 秋山の父・甲介：久米明 - 秋山の母・勝代：文野朋子 - 田尻：橋本功 - 新幹線訴訟団々長：加藤嘉 - 新幹線の女客：芹明香 - 野上ヤス：田中筆子 - 北川科学警察研究所技官：守田比呂也 - 新幹線運転士：吉田良全 - 新幹線車掌：伊藤正博 - 新幹線車両基地修理係員：遠藤征慈 - 飲み屋の客1：山本廉 - 飲み屋の客2：平松慎吾 | - 制服警官：加藤茂雄 - 動労委員長：稲葉義男 - 国労委員長：山本清 - 野党議員：渡辺文雄 - 伊藤テレビディレクター：峰岸徹 - テレビ局編成局長：高橋昌也 - 記者1：成瀬昌彦 - 記者2：神山繁 - 記者3：鈴木瑞穂 - 真田国鉄新幹線総合企画部長：加藤和夫 - 種村国鉄総裁秘書課長：平田昭彦 - 国松警察庁長官：小沢栄太郎 - 長田国鉄総裁：山村聡 |

## 原作小説
『動脈列島』（清水一行）
第28回(昭和50年度)日本推理作家協会賞を受賞。現在、双葉文庫（1996年）と徳間文庫（2005年）ほか数社から文庫版が刊行されている。
この原作版の結末はやや本作と違い、秋山は無人ブルドーザーを線路に転落させることに成功している。しかし、国鉄は事前に列車の運行を断念して豊橋駅と名古屋駅ですべての列車を停めており、脱線転覆は避けられた。逮捕はされたものの、原作の秋山は新幹線を丸一日以上止めさせ、一矢報いたことになっている。

## 映像ソフト
- 1987年に東宝からVHSで発売され、2010年にキングレコードからDVDが発売された。
- 2014年7月~8月、日本映画専門チャンネルにてHV放送。

## 同題材の他作品
『新幹線大爆破』（1975年、東映）
本作と同年に東映が製作・公開した映画。「日本の大動脈である新幹線の設備を破壊しようとする者と捜査陣との対決」、というあらすじの根本が共通している。ただし本作は当時社会問題化していた騒音公害を題材にした社会派作品であるのに対し、『新幹線大爆破』はエンタテインメント性を追求したパニックムービーという違いがある。また、本作に於ける犯行の手口は「要求を通す為の示威行動として新幹線を止める」というものだったのに対して、東映の『新幹線大爆破』は「新幹線を止められない状態にして要求を突き付け、その要求が通ったのと引き換えに止め方を教える」という相違点が見られる。
本作にも出演している鈴木瑞穂が、こちらの作品では警察庁捜査第一課長役、渡辺文雄が国鉄鉄道公安本部長役、山本清が新幹線運転車輌部長役で出演している。
『ブラック・ジャック』
手塚治虫の漫画作品。本作と同じ「国鉄と新幹線の騒音・振動に対する抗議」という同じ題材のエピソード『振動』（新書版：130話）がある。そのあらすじは新幹線から飛んできた石（この石は騒音に苛立った夫が腹いせに投げたもの）が主婦の腹を貫通し、ブラック・ジャックが手術しようとするも、新幹線が走ることで起きる振動で手術ができず困っていたが、患者の夫が国鉄に電話し、手術のために新幹線を一時的に止めてくれと嘆願したところ、本当に新幹線が止まり手術は無事成功するという展開である。この際、ブラック・ジャックは手術費用を国鉄に請求すると言っている。
同エピソードは『揺れる手術室』のサブタイトルでテレビアニメ化もされたが、走行する列車や患者の病因などが原作から変更されている。
『黒の超特急』
1964年の大映映画。原作は梶山季之。騒音問題ではないが新幹線の用地買収疑惑を題材としており、本作の映画版と同じ増村保造監督・田宮二郎主演であった。